# Ectephrina corearia
Ectephrina corearia är en fjärilsart som beskrevs av Herz 1905. Ectephrina corearia ingår i släktet Ectephrina och familjen mätare. Inga underarter finns listade i Catalogue of Life.